# Lucelle (Haut-Rhin)
Pour les articles homonymes, voir Lucelle.
Lucelle est une commune française située dans la circonscription administrative du Haut-Rhin et, depuis le 1er janvier 2021, dans le territoire de la Collectivité européenne d'Alsace, en région Grand Est.
Cette commune se trouve dans la région historique et culturelle d'Alsace.
C'est la moins peuplée des communes d'Alsace avec 34 habitants (en 2021).
Elle se trouve à la frontière directe avec la Suisse.

## Géographie
Lucelle est la commune la plus méridionale du Haut-Rhin et d'Alsace. Administrativement, Lucelle relève du canton et de l'arrondissement d'Altkirch. Elle est située sur la rivière éponyme du village. Lucelle est une petite localité d'une vingtaine de maisons construites après la Révolution sur les restes de l'ancienne abbaye de Lucelle. Les habitants sont appelés les Lucellois.
La Lucelle est le cours d'eau qui passe dans le village et qui lui a donné son nom. Elle poursuit son cours vers la Suisse où elle traverse entre-autres Kleinlützel, puis se jette dans la Birs au-dessus de la petite ville de Laufen.
| Oberlarg             | Winkel            | Ligsdorf |
|                      | Lucelle           | Kiffis   |
| La Baroche ( Suisse) | Pleigne ( Suisse) |          |

### Hydrographie
La commune est traversée par la ligne de partage des eaux entre les bassins versants du Rhin et de la Saône au sein respectivement du bassin Rhin-Meuse et du bassin Rhône-Méditerranée-Corse. Elle est drainée par la Lucelle,.
La Lucelle, d'une longueur de 12 km en France et de 27 km au total, est une rivière franco-suisse et un affluent de la Birse. 

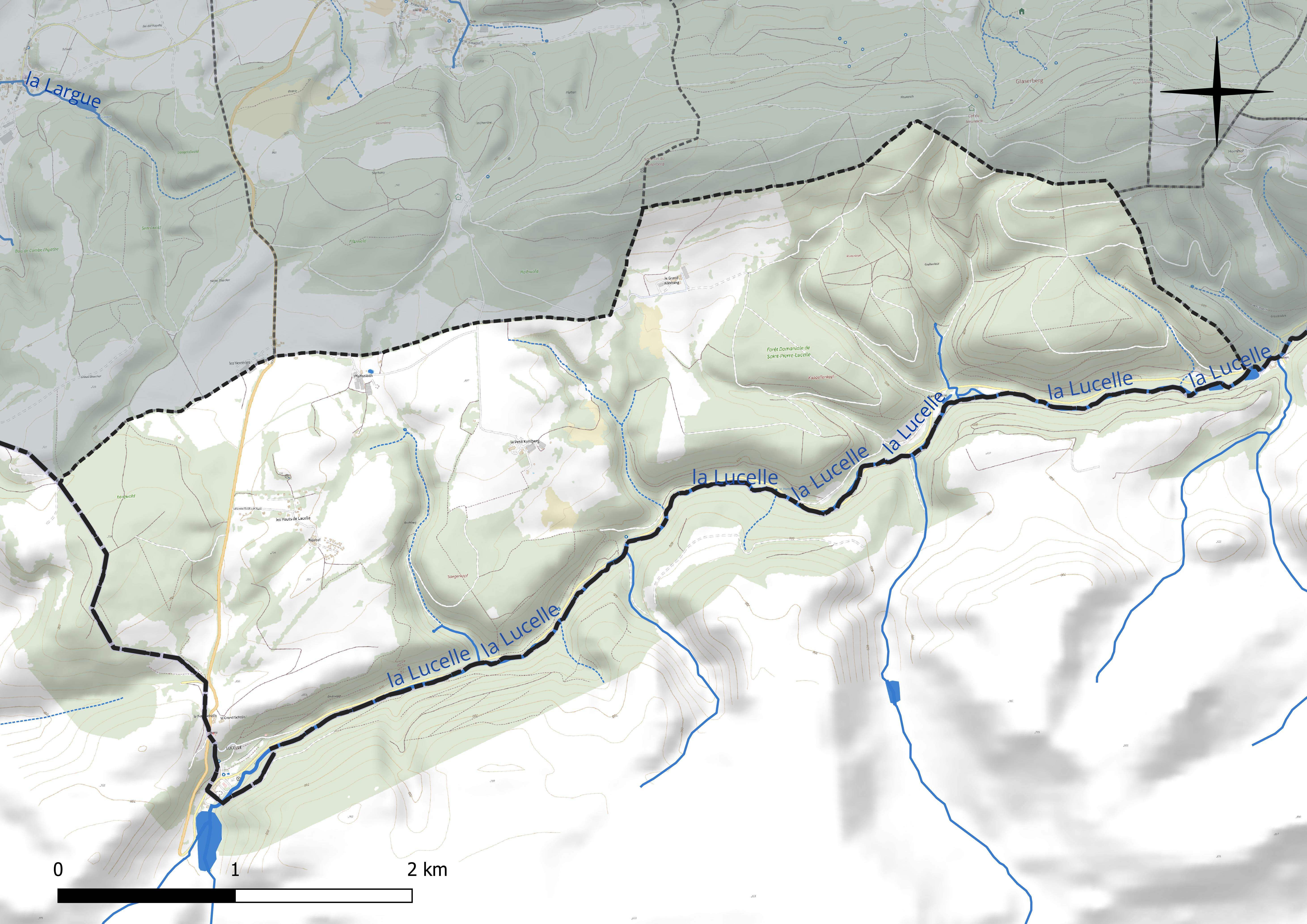
Réseau hydrographique de Lucelle.

## Urbanisme

### Typologie
Au 1er janvier 2024, Lucelle est catégorisée commune rurale à habitat très dispersé, selon la nouvelle grille communale de densité à sept niveaux définie par l'Insee en 2022.
Elle est située hors unité urbaine et hors attraction des villes,.

### Occupation des sols
L'occupation des sols de la commune, telle qu'elle ressort de la base de données européenne d’occupation biophysique des sols Corine Land Cover (CLC), est marquée par l'importance des forêts et milieux semi-naturels (65,6 % en 2018), une proportion sensiblement équivalente à celle de 1990 (65,7 %). La répartition détaillée en 2018 est la suivante : 
forêts (65,6 %), prairies (16,8 %), zones agricoles hétérogènes (10,2 %), terres arables (7,3 %). L'évolution de l’occupation des sols de la commune et de ses infrastructures peut être observée sur les différentes représentations cartographiques du territoire : la carte de Cassini (XVIIIe siècle), la carte d'état-major (1820-1866) et les cartes ou photos aériennes de l'IGN pour la période actuelle (1950 à aujourd'hui).

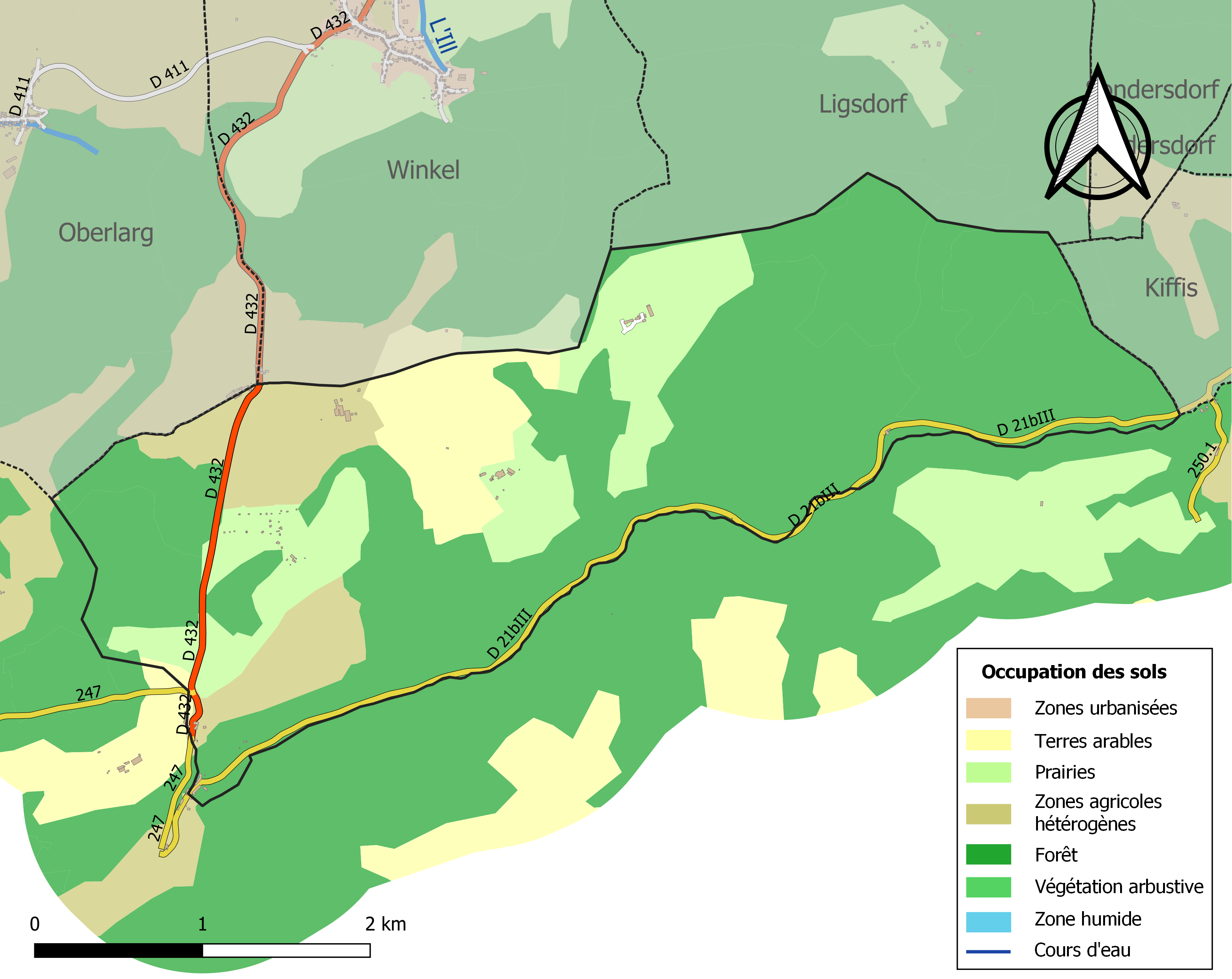
Carte des infrastructures et de l'occupation des sols de la commune en 2018 (CLC).

## Toponymie
- Peut-être du nom allemand Lützel qui veut dire maison de lumière.
- Lucicella (1125), Lucellensis (1131), Lucela (1136), Luzelahe (1137), Lucila (1175), Lucelan (1194), Luzela (1234), Lutzela (1258), Lucelain (1266), Lucelaco (1285), Lùscelant (1340), Lucelans (1350), Lucelant (1360).
- En allemand : Lützel[8].

## Histoire

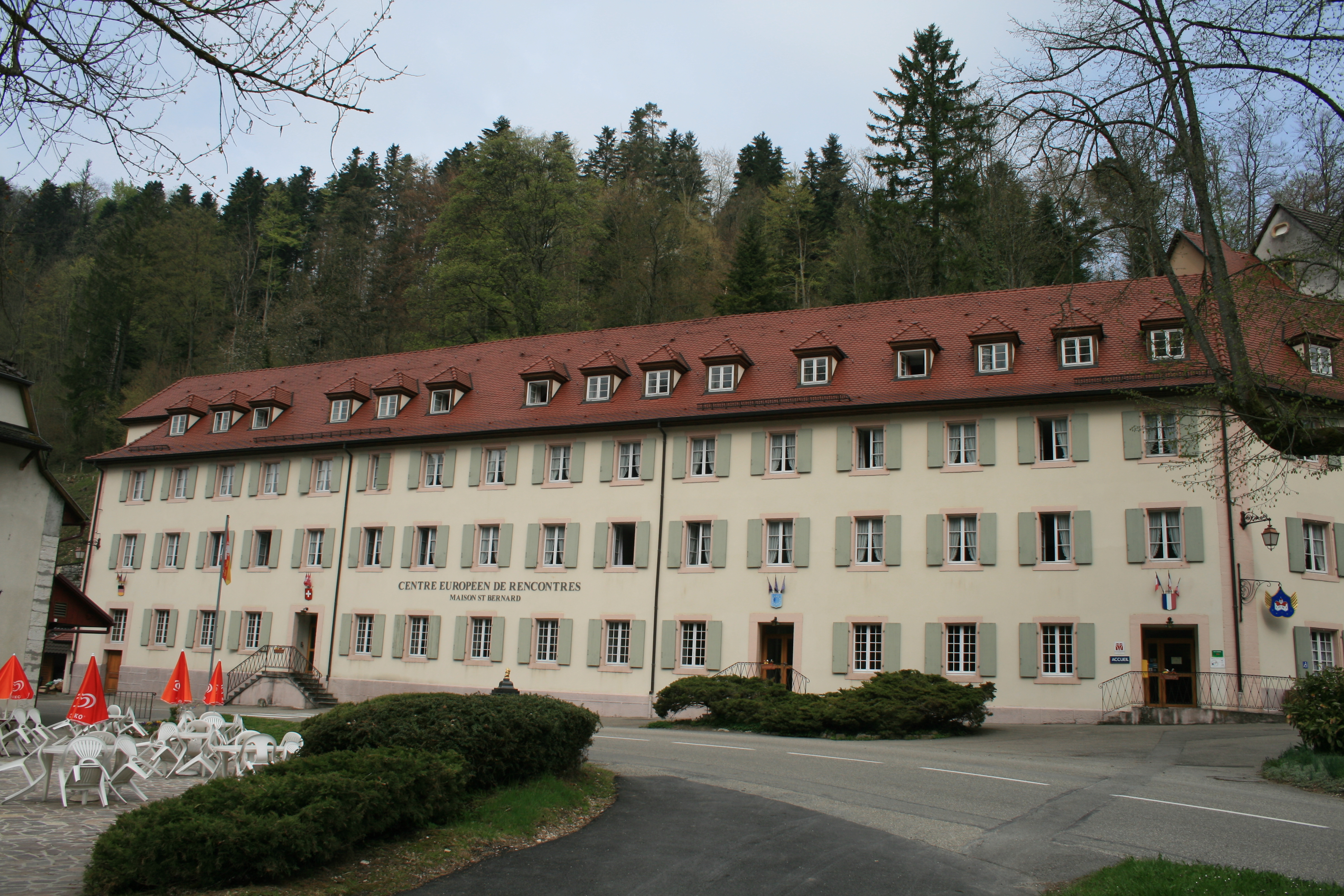
Lucelle.

Le site est occupé depuis très longtemps comme l'atteste d'ailleurs une hache en cuivre découverte à l'endroit. Lucelle était également le lieu où fut construite une importante abbaye au XIIe siècle qui fut entièrement détruite au cours de la Révolution. C'est aujourd'hui une agglomération d'une vingtaine de maisons construites sur les ruines du domaine abbatial. 

### L'abbaye de Lucelle
Cette abbaye eut pour fondateurs Hugues, Amédée et Richard, seigneur de Montfaucon. Les fonds destinés au nouvel établissement appartenaient à leur oncle Bertold, évêque de Bâle et au chapitre de son église, qui donnèrent leur consentement à son aliénation. Les fondateurs soumirent aussitôt le nouveau monastère à la juridiction de l'évêché de Bâle et renoncèrent à tout droit d'avocatie. Saint Bernard, que les documents de Lucelle regardent comme parent des fondateurs, vint poser la première pierre de l'église le 15 mars 1123 et bénit une source voisine dont l'eau devait abreuver les premiers habitants du lieu. Quand du milieu des forêts sortit ensuite un monastère ou des habitations suffisantes, Pons, abbé de Bellevaux, y envoya une colonie de douze religieux sous la direction d’Étienne qui devint le premier abbé de Lucelle. Ce nombre de douze était fixé par les règlements internes et on le retrouve à chaque fondation de monastère.

### L'église consacrée sous l'invocation de la Vierge
L'église de Lucelle fut consacrée et mise sous l'invocation de la Vierge le 6 avril 1124 par Bertold, évêque de Bâle. Les religieux furent soumis à la règle de saint Benoît alors encore en usage chez les moines de l'ordre de Citeaux, appelés ensuite Bernardins du nom de leur réformateur, et on les plaça sous la surveillance claustrale de Bellevaux, dont Lucelle devint une filiale.

### Les filiales

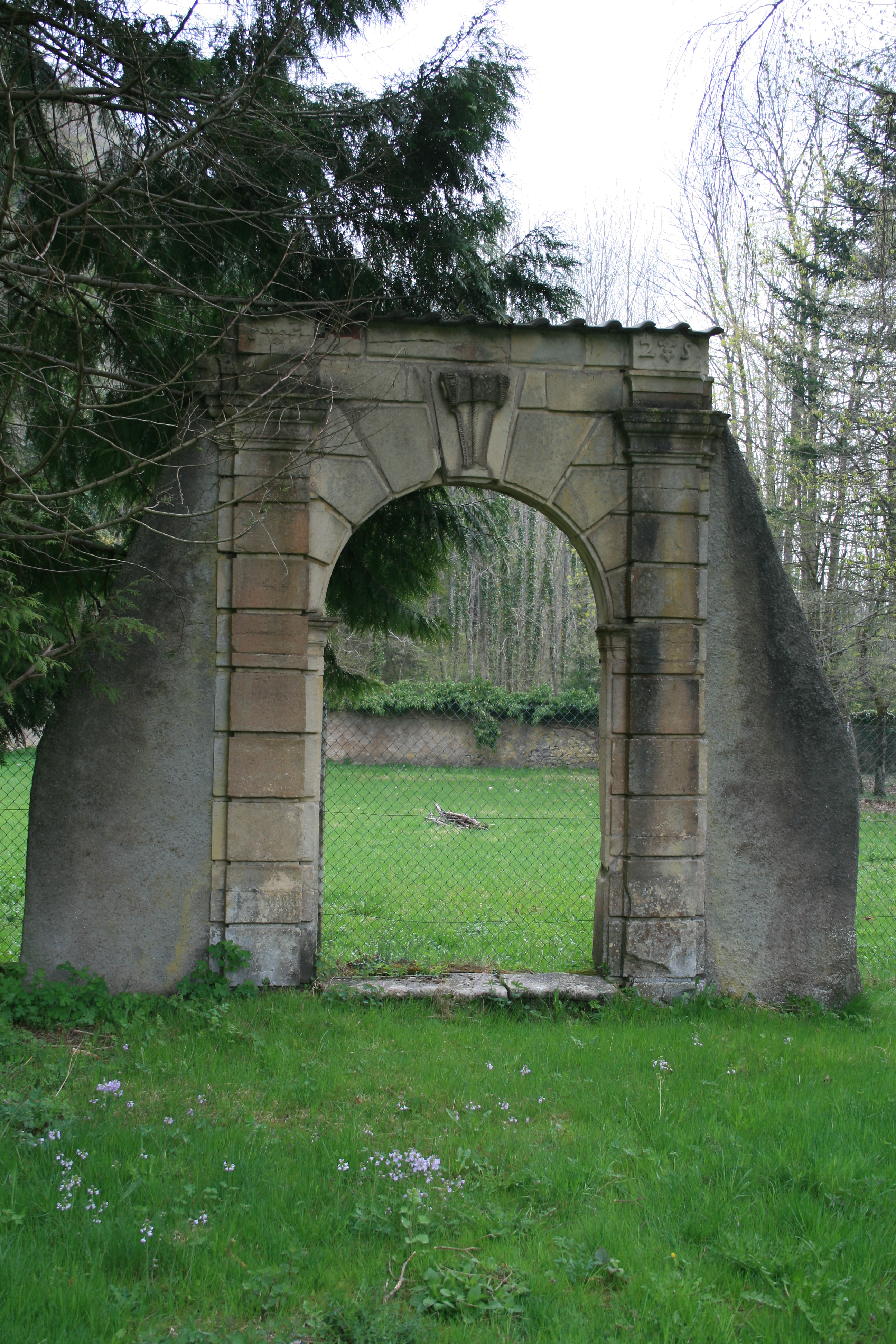
Ancien vestige de l'abbaye.

L'abbaye de Lucelle a compté jusqu'à sept filiales : Neubourg près de Haguenau (1124), Frienisberg entre Arberg et Berne (1131), Kaisersheim en Bavière (1122), Lieu-Croissant dans le comté de Bourgogne (1138), Pairis près d'Orbey en Alsace et Salmanschweiler en Souabe (même année), enfin Saint-Urbain au canton de Lucerne (1194). Lucelle possédait d'autres prieurés dont trois en Alsace : Lauterbach (Bade-Wurtemberg), Saint-Appolinaire et Blotzheim (Haut-Rhin), et un voisin de Lucelle formé par la seigneurie de Löwenbourg dans le canton du Jura en Suisse.

### La proie des flammes
En 1524, Lucelle devint la proie des flammes ; l'année suivante, les paysans révoltés y mirent le feu et détruisirent ainsi un grand nombre de manuscrits précieux. L'église et le monastère furent vendus pendant la Révolution et entièrement démolis en 1804 ; sur leur emplacement on construisit les usines. La borne limite de l'ancien royaume de Bourgogne était placée dans la cuisine du couvent.

### Le creuset de plusieurs hommes célèbres
L'abbaye de Lucelle a connu plusieurs hommes distingués tels Jean Démétrius, auteurs d'écrits théologiques, né à Bâle et mort en 1319 ; Conrad Holtzacker, de Bâle, rédacteur des Actes du Concile de Constance, mort en 1443 ; Nicolas Amberg, vice chancelier de Frédéric III, auteur de Dissertations historiques sur les antiquités de Lucelle, mort en 1467 ; Louis Jaeger, mort en 1495 ; Laurent Lorillard, mort en 1648 et Bernardin Buchinger. C'est à Lucelle que mourut en octobre 1787 le chanoine  Philippe-André Grandidier alors qu'il faisait des recherches historiques dans les archives du couvent.
Le sculpteur Eugène Renggli (1923-2016) habitait la ville de Lucelle et lui a construit la chapelle Saint-Bernard aujourd'hui désacralisée.

### Héraldique
| Blason de Lucelle | Les armes de Lucelle se blasonnent ainsi : « D'azur à l'église cruciforme d'argent ouverte de sable et couverte de gueules, à la tour sur la croisée sommée d'une croix d'argent. » |

## Politique et administration
| Période                                  | Période                   | Identité                                          | Étiquette | Qualité |
| ---------------------------------------- | ------------------------- | ------------------------------------------------- | --------- | ------- |
| mars 2001                                | En cours (au 31 mai 2020) | Bernard Fankhauser Réélu pour le mandat 2020-2026 | -         | -       |
| Les données manquantes sont à compléter. |                           |                                                   |           |         |

## Démographie
L'évolution du nombre d'habitants est connue à travers les recensements de la population effectués dans la commune depuis 1793. Pour les communes de moins de 10 000 habitants, une enquête de recensement portant sur toute la population est réalisée tous les cinq ans, les populations de référence des années intermédiaires étant quant à elles estimées par interpolation ou extrapolation. Pour la commune, le premier recensement exhaustif entrant dans le cadre du nouveau dispositif a été réalisé en 2008.

En 2022, la commune comptait 31 habitants, en évolution de −11,43 % par rapport à 2016 (Haut-Rhin : +0,66 %, France hors Mayotte : +2,11 %).
| 1793 | 1800 | 1806 | 1821 | 1831 | 1836 | 1841 | 1846 | 1851 |
| ---- | ---- | ---- | ---- | ---- | ---- | ---- | ---- | ---- |
| 71   | 132  | 237  | 279  | 258  | 338  | 300  | 266  | 221  |

| 1856 | 1861 | 1866 | 1871 | 1875 | 1880 | 1885 | 1890 | 1895 |
| ---- | ---- | ---- | ---- | ---- | ---- | ---- | ---- | ---- |
| 284  | 286  | 282  | 184  | 224  | 263  | 136  | 112  | 118  |

| 1900 | 1905 | 1910 | 1921 | 1926 | 1931 | 1936 | 1946 | 1954 |
| ---- | ---- | ---- | ---- | ---- | ---- | ---- | ---- | ---- |
| 119  | 121  | 118  | 83   | 81   | 72   | 92   | 46   | 72   |

| 1962 | 1968 | 1975 | 1982 | 1990 | 1999 | 2006 | 2008 | 2013 |
| ---- | ---- | ---- | ---- | ---- | ---- | ---- | ---- | ---- |
| 62   | 64   | 68   | 53   | 71   | 47   | 42   | 41   | 38   |

| 2018 | 2022 | - | - | - | - | - | - | - |
| ---- | ---- | - | - | - | - | - | - | - |
| 34   | 31   | - | - | - | - | - | - | - |

## Lieux et monuments
- Vestiges de la prestigieuse abbaye de Lucelle, ancienne abbaye cistercienne (XIIe siècle).
- Centre européen de rencontres.
- Chapelle Notre-Dame, aménagée dans l'ancienne fonderie abbatiale.
- Chapelle Saint Bernard, crée par Eugène Renggli, sculpteur, et aujourd’hui désacralisée